# ラリサ・オレイニク
ラリサ・オレイニク（Larisa Oleynik、1981年6月7日 - ）は、アメリカ合衆国の女優。

## 出演作品
- プリティ・リトル・ライアーズ シーズン4
- プリティ・リトル・ライアーズ シーズン3
- MAD MEN マッドメン シーズン5（シンシア・コスグローブ）
- リーガルに恋して シーズン2
- HAWAII FIVE-0 シーズン2（ジェナ・ケイ）
- HAWAII FIVE-0 シーズン1（ジェナ・ケイ）
- MAD MEN　マッドメン シーズン4（シンシア）
- サイク/名探偵はサイキック? シーズン4
- WITHOUT A TRACE ファイナル・シーズン
- Hな彼女の見つけ方 マシューの童貞卒業物語
- 恋のからさわぎ
- ベビー・シッターズ・クラブ
- おまかせアレックス